# Santiago Durán Bailly-Bailliere
Santiago Durán Bailly-Bailliere (Madrid, 1936-Madrid, 21 de abril de 2024) fue un empresario español. Pionero y referente en subastas de Arte. Fundador de la sala Durán Arte y Subastas.

## Biografía
Santiago Durán forma parte de la tercera generación de una dinastía con una extensa actividad empresarial relacionada con el arte. Su abuelo, Pedro Durán Morales, fue un emprendedor pionero, que fundó en Madrid (1886) el Taller de Platería y Cincelado de Pedro Durán, proveedor de la Casa Real. Su padre, Pedro Durán Rey continuó el negocio, que pasó a sus hijos (cinco de los diez se dedicaron al negocio familiar). España atravesaba una delicada situación económica, y además había desinterés y desconocimiento por el mundo del coleccionismo. La saga Durán fue pionera en establecer subastas de arte en Madrid, siendo la sala de subastas más antigua de España (1962). A lo largo de la historia, se trasladó de sede en tres ocasiones, siempre en el madrileño barrio de Salamanca: Serrano 30; Serrano 12 y Goya 19.
Santiago Durán Bailly-Bailliere fundó, junto a sus hermanos Carlos, Manuel y Roberto, la Sala Durán Arte y Subastas (1969) en la madrileña calle de Serrano, 12. La venta inaugural (mayo de 1969), incluía pintura de los siglos XV al XIX, plata, relojes, barómetros y arte oriental. Santiago fue su director desde entonces hasta su jubilación en 2009, en que su sobrina Consuelo Durán Irazuzta (hija de Carlos Durán Bailly-Bailliere) accedió a la dirección. En 1983 se incorporaron a la empresa los primeros Durán de la cuarta generación, que se han adaptado a los nuevos tiempos con un servicio on line, en un mercado globalizado, en el que cuenta con clientes de más de cincuenta países. El negocio se diversificó —dibujos, esculturas, muebles, joyas, tapices, libros, manuscritos, arqueología, fotografía, junto con fósiles y minerales, trofeos de caza, juguetes y hasta un oso polar—. Durán organiza once subastas anuales y, en ocasiones, alguna especial monográfica como Estilográficas y Vinos.
Con motivo de los enlaces matrimoniales de las infantas Elena con Jaime de Marichalar (1995) y Cristina con Iñaki Urdangarin (1997) se realizaron diversas piezas en plata. En 1998 se realizó el último traslado, a tres plantas de la calle Goya 19 donde se celebran las subastas.
Santiago Durán estaba casado con María del Carmen Sampedro. El matrimonio tuvo tres hijos: Alberto, David y Javier, que trabajan en el grupo de empresas familiar.
Santiago falleció en Madrid el 21 de abril de 2024, a los 88 años.